# 3099 Hergenrother
Hergenrother (asteróide 3099) é um asteróide da cintura principal, a 2,2900484 UA. Possui uma excentricidade de 0,2043262 e um período orbital de 1 783,42 dias (4,88 anos).
Hergenrother tem uma velocidade orbital média de 17,55649996 km/s e uma inclinação de 15,46813º.
Este asteróide foi descoberto em 3 de Abril de 1940 por Yrjö Väisälä.